# 鄭文公碑
郑文公碑，北魏正书摩崖刻石，或称“郑羲碑”。
郑文公即魏中书令郑羲，魏宣武帝永平四年（511年）郑羲季子郑道昭追述其父功绩而刻。有上、下二碑：上碑全称《魏故中书令秘书监郑文公碑》在今山东平度市天柱山崖；下碑在山东莱州市东南云峰山摩崖，全称《魏故中令秘书监使持节督兖州诸军事安东将军兖州刺史南阳文公郑君之碑》，51行，每行23-29字。
两碑文大体相同，但上碑比下碑字小。下碑结衔下刻“草”字，有碑文为草稿之说。内容记载郑羲生平事迹和著述，但谀词失实。清朝包世臣通过郑道昭在云峰山等处的题名、题诗，如出一手，认定是郑道昭所书，大加赞赏。碑文为楷书，笔力雄强，为书法家所推崇。